# ConDiT
conDiT (el acrónimo de “Conciertos del Distrito Tecnológico de Buenos Aires”) fue una plataforma de creación musical fundada por el compositor Luciano Azzigotti en Buenos Aires el 28 de octubre de 2011 y activa hasta el 29 de octubre de 2017.

## Inicios
conDIT [Concierto del distrito tecnológico de Buenos Aires] fue una plataforma de creación de música de concierto, o en otras palabras la nueva 'música clásica' hecha en la segunda década del siglo XXI.
Alrededor de conDiT, desde su fundación en 2011, se produjeron más de 60 actividades nacionales e internacionales, incluyendo seminarios, conciertos, residencias y giras, una revista llamada Espiral, que difunde el pensamiento musical de los artistas participantes, una treintena de encargos, 4 concursos de creación, y una memoria de registro audiovisual de público acceso.  
A partir de la idea de su fundador , la de crear una plataforma independiente de proyectos musicales a largo plazo y de fuentes abiertas, varios artistas participaron activamente en el crecimiento y manejo de la plataforma. Entre otros Bruno Mesz, Fernando Manassero, Rosa Nolly, José Rafael Subía Valdez, Virginia Chacón Dorr, Juan Marco Litrica, Roberto Maqueda, Tatiana Cuoco, Ramiro Iturrioz, Andrea Farina, Daniel Halaban, Florencia Curci, Javier Areal Vélez, Rodrigo Gallegos Pinto y Lucas Giono.

## Actividades

### 2011 a 2013
Entre el año 2011 y 2013 se ha realizado 17 encargos de obra a artistas nacionales e internacionales, nueve encargos a compositores jóvenes, seis cursos de formación para residentes y participantes externos, cinco residencias nacionales e internacionales, tres publicaciones de la revista Espiral y numerosos textos digitales. Además fue sede especial del Concurso Internacional Gaudeamus Muziekweek de Holanda.
Las actividades de conDIT contaron con la participación de ensambles y músicos nacionales e internacionales, entre los que se pueden mencionar: La fila de contrabajos de la Orquesta Estable del Teatro Colón, La cornista francesa Delphine Gaulthier Guiche, el violonchelista argentino Martín Devoto, el dúo Manos a las Obras (formado por la pianista argentina Haydée Schvartz y el violinista Elías Gurevich), El Ensamble Modelo62 (Holanda), el ensamble suono mobile (Córdoba, Argentina), el ensamble Vocal de Solistas Nonsense, el dúo de música experimental Cilantro, el compositor Martjin Tellinga (Holanda), y el Instituto de Sonología de La Haya.
Lo conciertos y eventos realizados en conDiT están estrechamente articulados con una instancia formativa y relacional dirigida tanto hacia el público como hacia el artista, lo que se refleja en las múltiples actividades que rodean a las performances. Para éste propósito conDiT organiza charlas, seminarios, y acciones orientadas a generar espacios de intercambio entre el artista y la escena local, entre los que se pueden enumerar: seminario de Delphine Gauthier-Guiche (2013-UNQUI), seminario reConvert Project (2013-cheLA), Minka 1 (2013-cheLA), y Minka 2 (2013-cheLA).

### 2014
En el año 2014 conDiT recibió dos artistas internacionales en residencia: la compositora austríaca Christine Schorkhuber, que realizó una performance y una instalación en marzo ; y la compositora japonesa Reiko Yamada, que llevó a cabo una instalación en agosto. Para diciembre está programada la visita del artista alemán Noid, con la presentación de una instalación y obras para concierto.
Transatlantic Interscores, realizado en el mes de agosto en Viena, fue el primer concierto internacional de conDiT con la participación del dúo de percusión ReConvert Project.
En el mes de noviembre conDiT produjo junto al Ciclo de Música Contemporánea del Teatro General San Martín el concierto Escrituras Argentinas, en el que se incluyeron obras encargadas por la plataforma a los compositores Pablo Araya, Fernando Manassero, Luciano Azzigotti, y Valentin Pelisch.

### 2015
El año 2015 fue un año de altísimo crecimiento y proyección internacional de la plataforma. Las actividades incluyeron el primer concierto programado por un director artístico invitado, Agustín Salzano, que produjo el concierto Microafinaciones. También tuvo lugar el conDiT.lab, espacio interdisciplinario que puso a disposición espacios, recursos y el ensamble GEAM , para 5 obras creadas para la ocasión. Las visitas internacionales continuaron con el dúo Karin Hellqvist & Heloisa Amaral, Rei Nakamura, Ensamble Nadar, Michael Maierhof, casi siempre generando nuevos encargos de obra, como por ejemplo al italiano Marco Momi, y los argentinos Ariel Gonzales Losada, Lucas Luján y Santiago Villalba.

## Proyectos especiales

### Espiral
Espiral es una revista de publicación semestral en la que los artistas, críticos, y organizadores intervinientes en conDiT vuelcan sus reflexiones y revisiones sobre las obras y actividades desarrolladas bajo la gestión de la plataforma. Ocasionalmente se incluyen artículos de autores especializados en distintas áreas dentro del campo musical y su articulación con otras artes.
A la vez Espiral funciona como programa de mano de los conciertos, aportando un marco reflexivo a la performance de las obras.
Algunos autores que participaron en Espiral son: Luciano Kulikov, Ezequiel Dobrovsky, Ezequiel Menalled, Gabriel Paiuk, Dick Raaijmakers, Martjin Tellinga, Eduardo Spinelli y Nicolaus A. Huber, Stefan Prins, Mathias Spahlinger, Juan Carlos Tolosa, Federico Monjeau.
En línea con la propuesta artística de conDiT el contenido de Espiral se proyecta desde un planteo estético interdisciplinario. Esta relación se materializa en la convocatoria de artistas para generar la información visual de las publicaciones y material de divulgación de las actividades. Entre los artistas visuales que participaron en Espiral se pueden mencionar: Tomás Rawski, Diego Alberti, Ananke Assef yFabián Nonino

### taPeTe (Taller Performático Tecnológico)

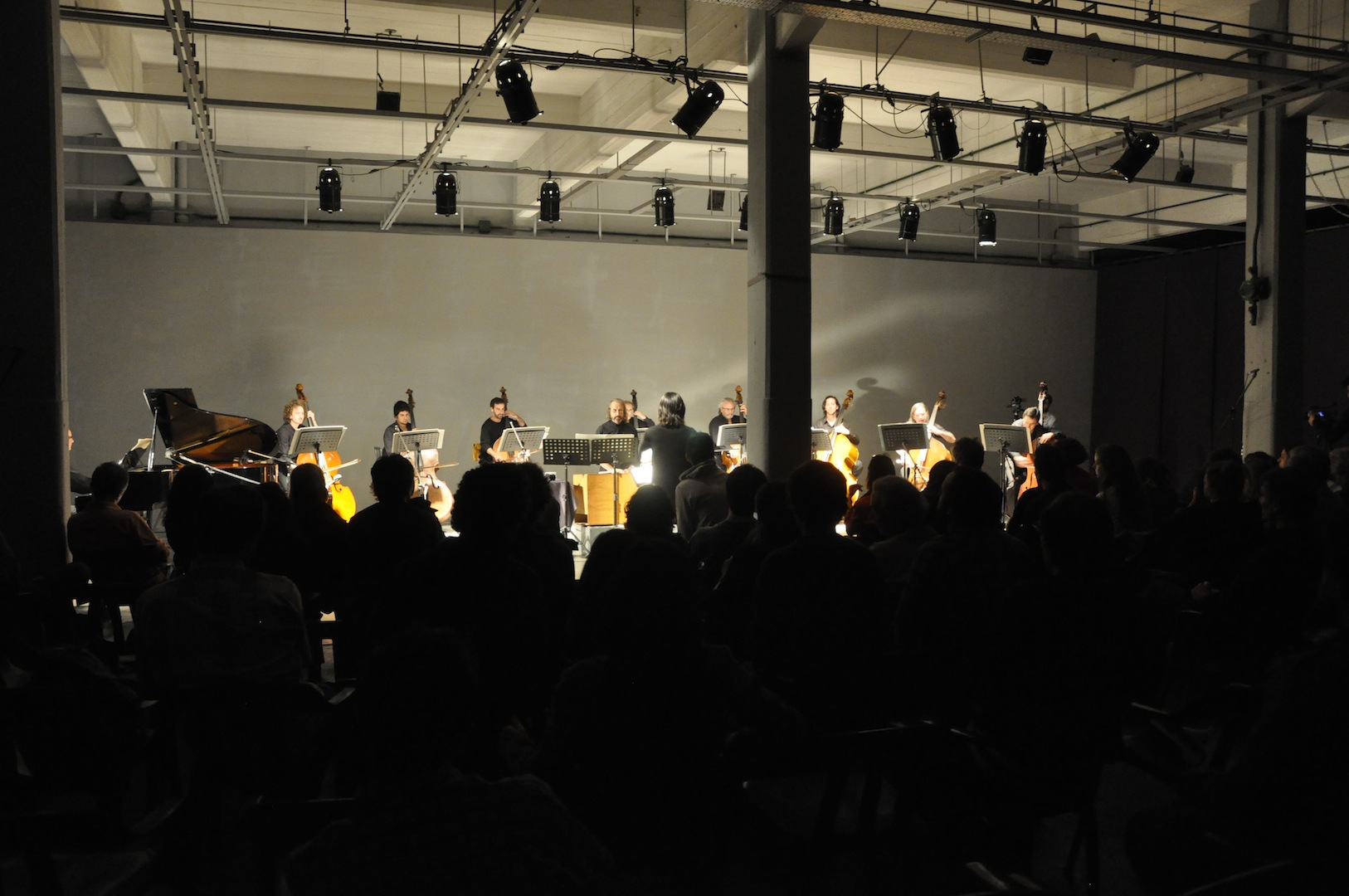
taPeTe en el primer concierto de conDiT

La función del proyecto Taller Performático Tecnológico es suplir una necesidad actual en la escena de creación contemporánea con un teatro que pueda ser configurado para usos diversos. En primer lugar la graduación de los índices acústicos de absorción y difusión en tres bandas espectrales definidas, para que la sala pueda adaptarse a los requerimientos de obras musicales tradicionales de concierto que precisan un alto grado de definición y customización acústica. En segundo término, un espacio plausible de ser utilizado como sala de concierto de música acústica para instrumentos que requieren determinadas condiciones ambientales muy cuidadas, pero que también pueda adaptarse a puestas en escena que requieran el uso de materiales extendidos para la misma. Finalmente, sobre la planta de la sala principal pueden ubicarse talleres de construcción escenográfica e instrumental donde se centrarán los esfuerzos en brindar un espacio destinado a la necesidad de los compositores-luthiers.
En cada proyecto artístico los artistas serán capaces de usar el espacio e interpretarlo de maneras totalmente diferentes ofreciendo la experiencia de lo tradicional – no solo en términos teatrales sino espaciales- a la vez que puede conjugarse con puestas de obras contemporáneas que no pueden ser mostradas en otros espacios convencionales.

### Minka

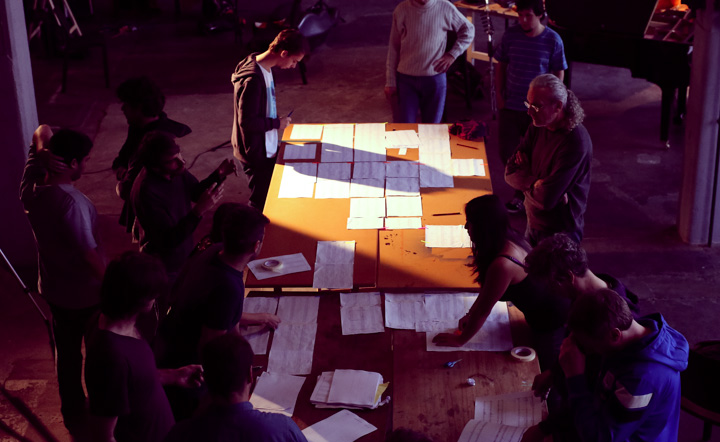
Fase final de la primera Minka

Minka es una tradición precolombina de trabajo comunitario o colectivo voluntario con fines de utilidad social o de carácter recíproco actualmente vigente en varios países.
A partir de estos conceptos, y con la idea de generar un método de encuentro entre los ensambles Modelo62 (residente en conDiT en abril de 2013) y el Ensamble de Música Contemporánea del Departamento de Artes Musicales del IUNA, se organiza la primera Minka. El sistema de composición grupal consta de una jornada de trabajo para la creación y montaje de una pieza para ensamble desde cero bajo consignas prestablecidas organizadas a través de cinco fases.

### Container

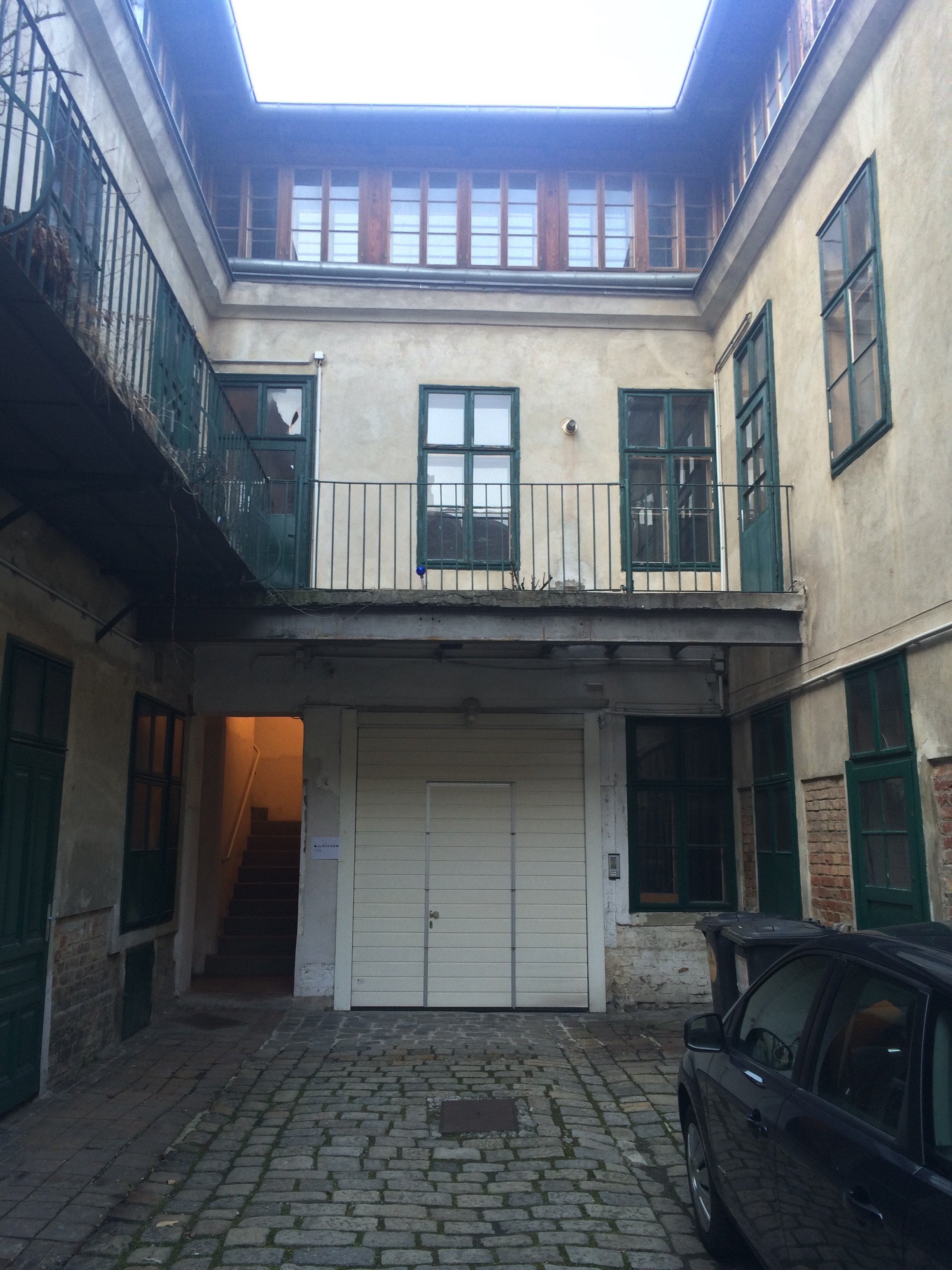
la sala Echoraum en la ciudad de Viena
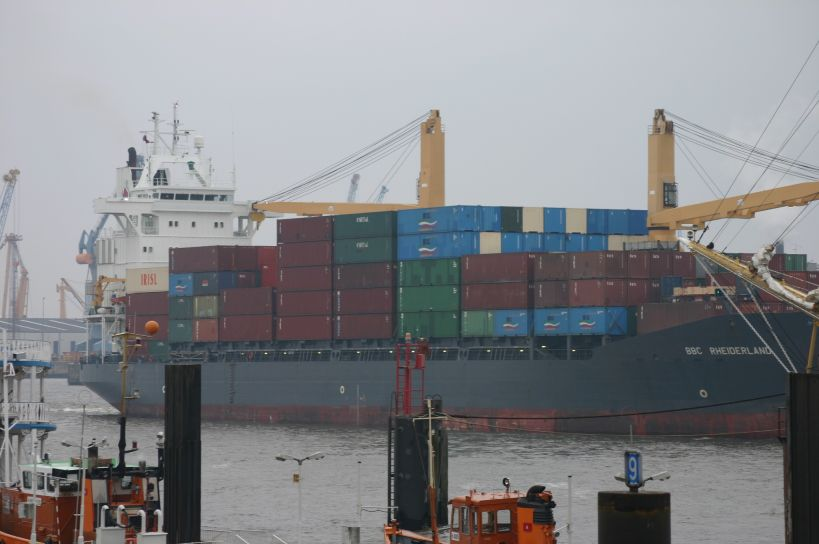

En la música de concierto de tradición clásica existe una práctica que consiste en que los programadores de ciclos y salas de conciertos de Argentina reciben, a través del apoyo de embajadas extranjeras, a artistas de primer nivel que difunden la música de sus respectivos orígenes en nuestro país. Containers tiene como objetivo generar una oportunidad recíproca, para que compositores y músicos argentinos puedan dar a conocer su trabajo en el exterior dentro un proyecto integrado de difusión, registro, e intercambio con artistas internacionales en igualdad de condiciones. El fundamento es accionar críticamente sobre la vieja relación “centro-periferia”, dinamizando el intercambio cultural y propiciando una simetría de circulación entre el capital cultural argentino y el mundial.
El primer capítulo de Containers se realizó en colaboración entre el Consulado Argentino, la Embajada de Austria, la Embajada Argentina en Viena y conDiT.cheLA, cuyo equipo está a cargo de la organización, la selección del repertorio y e instrumentistas, los encargos de obras, y difusión de los eventos.
Containers es llevado a cabo por con la colaboración de músicos, productores, y salas de las ciudades de Viena, Berlin, asociados a conDiT. Éste fue el segundo paso en las relaciones de colaboración que hemos comenzado en el año 2014 con la recepción de artistas austríacos en nuestra plataforma.
Durante el 2015 cristaliza la formación de un ensamble en Viena con jóvenes músicos de excelencia, que estrena obras de compositores argentinos en el segundo concierto de Containers (su antecedente fue Transatlantic Interscores, en julio de 2014) entre septiembre y octubre.

### Restauración de órganos

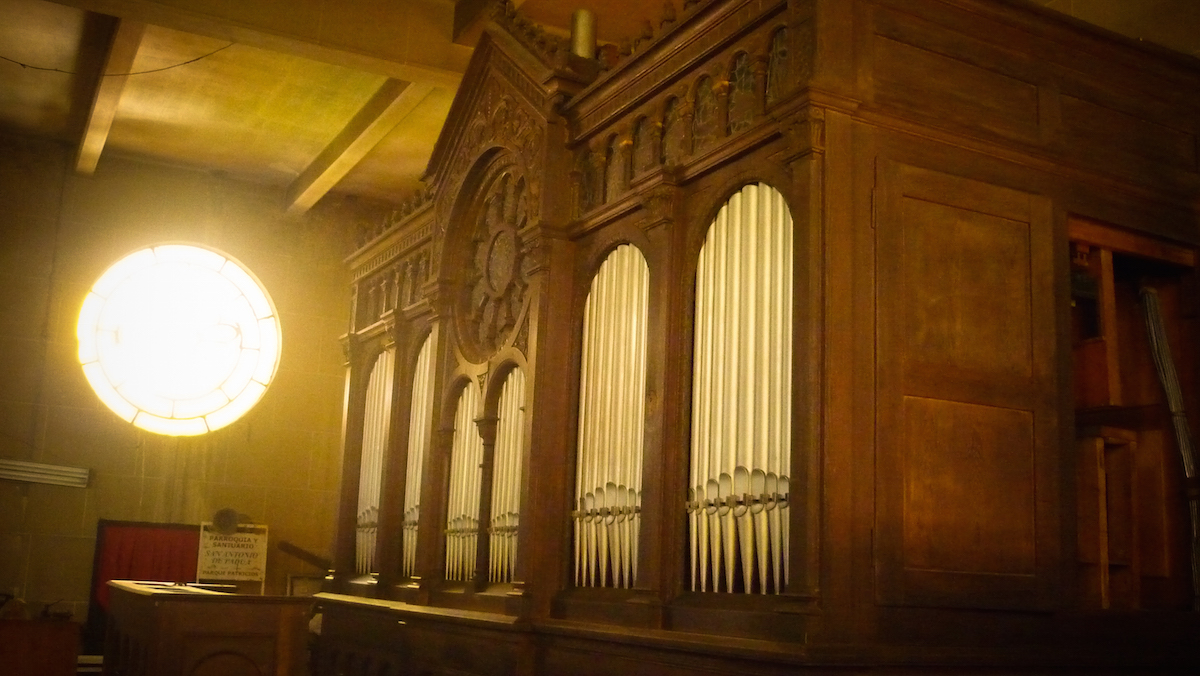
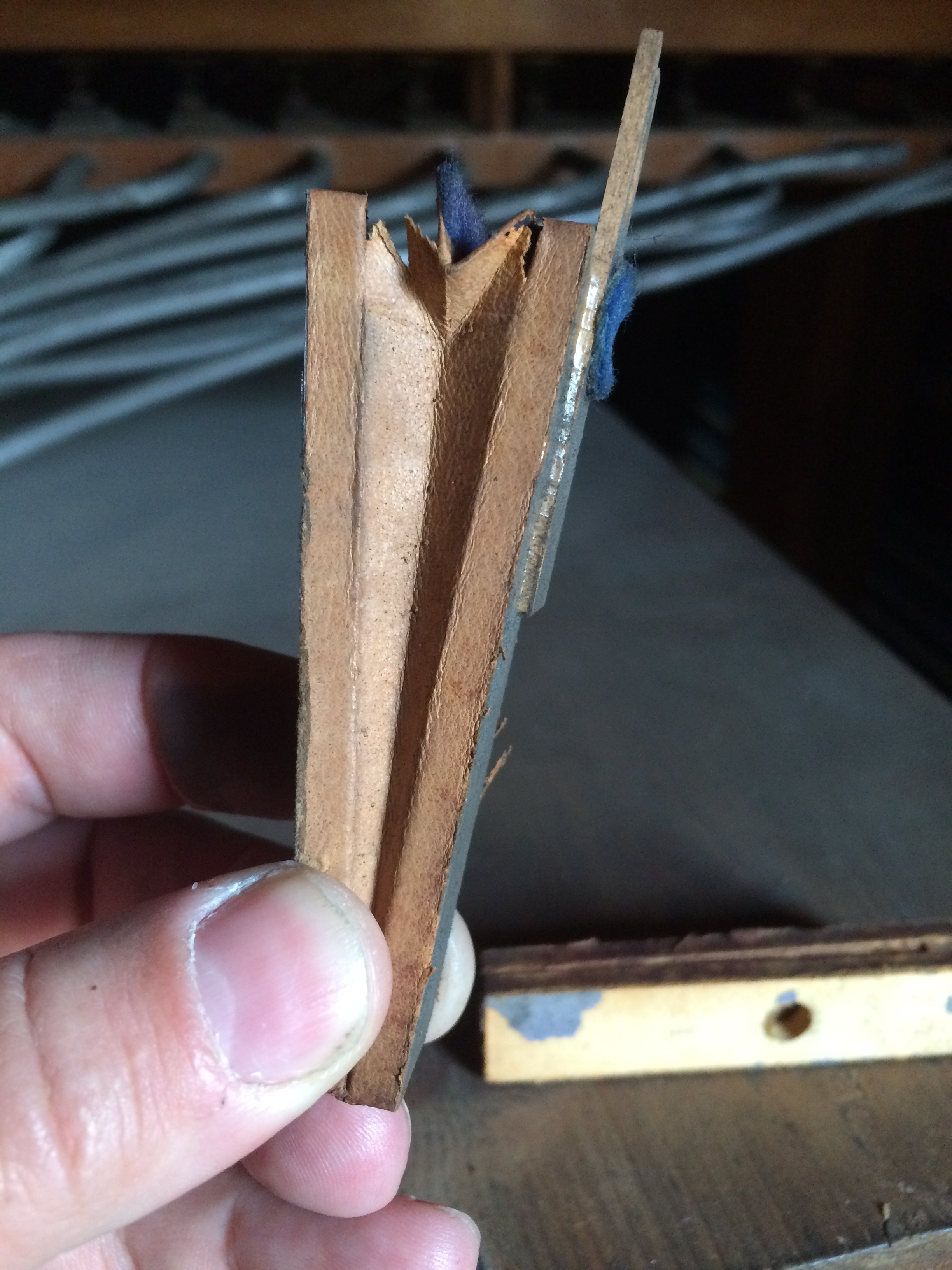
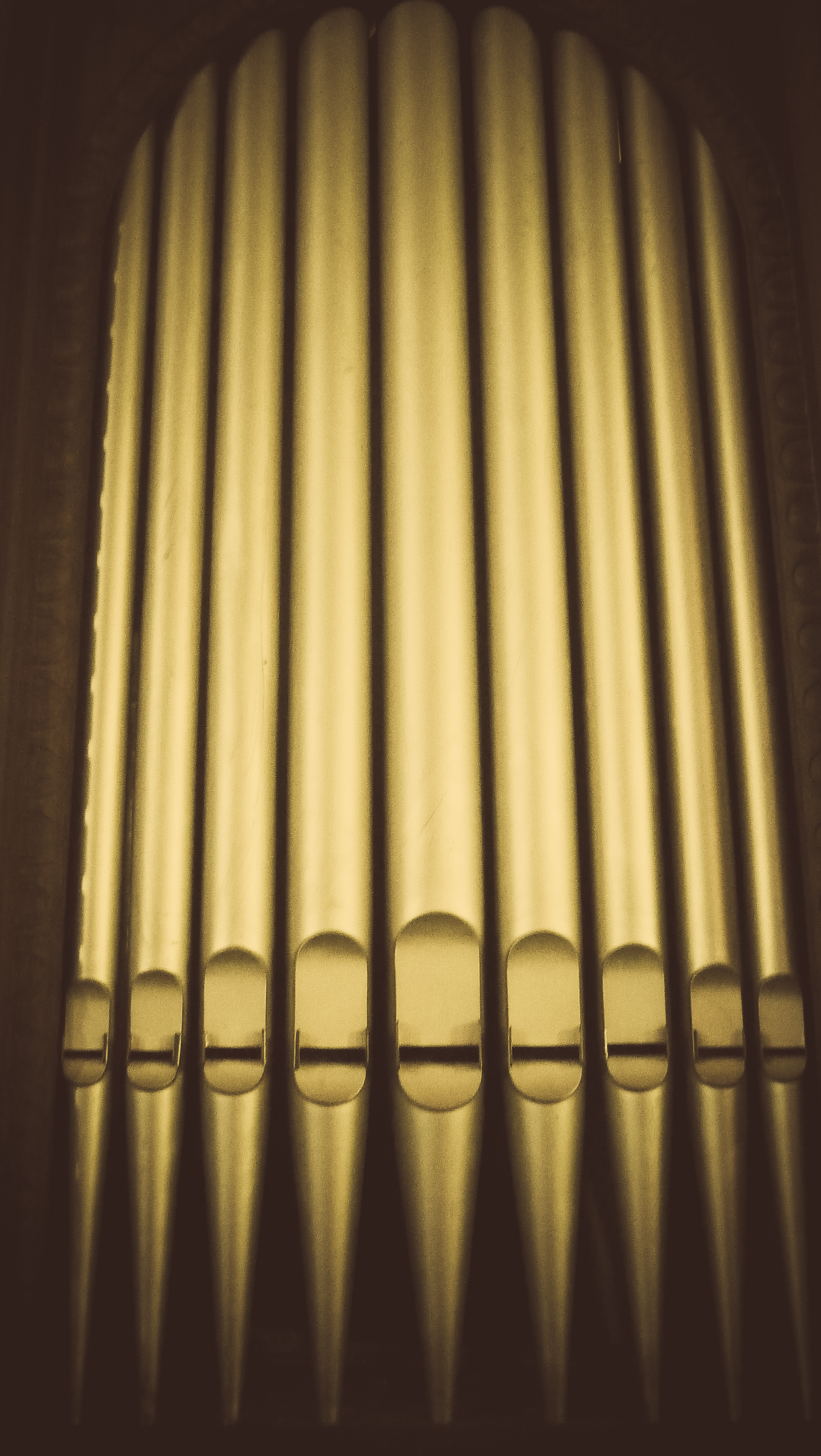

Durante el 2015 y 2016 conDiT llevó adelante las etapas 2 y 3 de la restauración del órgano de la Parroquia Nuestra Señora de Padua, acción que cristalizó el compromiso de la plataforma con la práctica y ejercicio de la memoria colectiva de Parque Patricios.
La restauración de un instrumento trasciende las posibilidades individuales , es siempre una llamada a la voz colectiva. Como las campanas que anuncian los momentos de reunión, dotar conciencia sonora a los instrumentos abandonados permite volver a escuchar y participar de ritos, y prefigurar nuevos, actualizando el ejercicio de nuestra conciencia poética, que nos impulsa a enraizarnos y también a trascendernos.
Con los distintos impactos de olas tecnológicas, las costumbres de las funciones de la música han ido cambiando muy especialmente en el último siglo. Vivimos rodeados de un pasado invisible que merece renacer en las voces que han callado. No solo significa restaurar un instrumento, sino a partir de eso restaurar las memorias de aquellos organistas que han hecho sonar músicas disparadoras de fervores, creencias, y voluntades. 

## Obras encargadas
| Año  | Obra                                                                 | Tipo de obra                | Compositor                   | Duración | País           | Registro |
| 2011 | loom, para trio.                                                     | Música de cámara            | Veronika Zatula              | 7:00     | Rusia          |          |
| 2011 | dissolution, para quinteto.                                          | Música de cámara            | Gyorgy Dorokhov              | 15:00    | Rusia          |          |
| 2011 | Arcano XVIII, para ocho contrabajos.                                 | Música de cámara            | Fernando Manassero           | 12:00    | Argentina      |          |
| 2011 | retorno, para sexteto.                                               | Música de cámara            | Luciano Azzigotti            | 7:00     | Argentina      |          |
| 2011 | Epinicios y Agonales, para cantantes corriendo y sistema interactivo | Juego Musical               | Luciano Azzigotti            | 40:00    | Argentina      |          |
| 2012 | FreqCor, para corno francés                                          | Instrumento solista         | Ezequiel Dobrovsky           | 15:00    | Argentina      |          |
| 2012 | Pull it, para corno francés y video                                  | Instrumento solista y video | Patricia Martínez            | 8:00     | Argentina      |          |
| 2013 | Duo para Cornista y Chelista, para corno francés y violoncello       | Música de Cámara            | Luciano Kulikov              | 12:00    | Argentina      |          |
| 2013 | Palimpsesto, para corno francés y violoncello                        | Música de Cámara            | Rosa Nolly                   | 12:00    | Argentina      |          |
| 2013 | Luz, para dos percusionistas                                         | Música de Cámara            | Kevin Juillerat]             | 5:00     | Suiza          |          |
| 2013 | Relatos Breves, para sexteto                                         | Música de Cámara            | Juan Carlos Tolosa           | 32:00    | Argentina      |          |
| 2014 | Recurrence, para octofonía                                           | Música acusmática           | Rodrigo Díaz                 | 10:00    | Perú           |          |
| 2014 | Sounds of the dark times, para octeto                                | Música de Cámara            | Alexander Khubeev [premiada] | 12:00    | Rusia          |          |
| 2014 | Versus, para sexteto                                                 | Música de Cámara            | Mauro Godoy Villalobos       | 8:00     | Chile          |          |
| 2014 | Tris, para cuarteto y video                                          | Videomúsica                 | Valentín Pelisch             | 10:00    | Argentina      |          |
| 2015 | Márgenes, para cl. La, trb. perc. pno. cb                            | Música de Cámara            | Agustín Salzano              | 10:00    | Argentina      |          |
| 2015 | El abismal silencio de la cosa, para violín y piano                  | Música de Cámara            | Ariel González Losada        | 13:00    | Argentina      |          |
| 2015 | Almost close, para piano electrónica y video                         | Solo                        | Marco Momi                   | 12:00    | Italia         |          |
| 2015 | Ampliación de lo disponible, para sexteto                            | Música de Cámara            | Lucas Luján                  | 13:00    | Argentina      |          |
| 2015 | Sensitive Switch, para trombón y violoncello                         | Música de Cámara            | Santiago Diez Fischer        | 7:00     | Argentina      |          |
| 2015 | Instant Factory, para quinteto                                       | Música de Cámara            | Santiago Villalba            | 14:00    | Argentina      |          |
| 2016 | Traza , para cuarteto de cuerdas y duo de percusión                  | Música de Cámara            | Gabriel Valverde             | ~        | Argentina      |          |
| 2017 | Lumia B , para órgano                                                | Música para órgano          | Luciano Kulikov              | 10:00    | Argentina      |          |
| 2017 | Haz de luz , para órgano y soprano                                   | Música vocal + órgano       | Agustina Crespo              | ~        | Argentina      |          |
| 2017 | De Roperos Ventanas Y Otros Muebles En Desuso, para órgano           | Música para órgano          | Nicolás Varchauvsky          | 8:00     | Argentina      |          |
| 2017 | El nombre en la punta de la lengua , para órgano                     | Música para órgano          | Carolina Carrizo             | 6:00     | Argentina      |          |
| 2018 | dozens of canons: Anaïs Faivre Haumonté, para violonchelo*           | Solo                        | Evan Johnson                 | 12:00    | Estados Unidos |          |
| 2018 | Las cosas mudas para gran ensamble, percusión y video*               | Música de Cámara            | Carolina Carrizo             | 10:00    | Argentina      |          |

 * en coproducción con el Teatro Argentino de La Plata y el amable apoyo de Ernst Von Siemens MusikStiftung 

## Cronología de conciertos

### 2011
- Música Rusa y Argentina
- Electrónica Inestable
- Epinicios y Agonales

### 2012
- This is my conDiTion
- Cosas extendidas
- Music of Taste
- Delphine Gauthier Guiche

### 2013
- Martin Devoto
- Minka1
- Final del Concurso Argentino de Composición conDiT | Gaudeamus Muzikweek | Modelo62
- Modelo62
- Instituto de Sonología de La Haya
- Martijn Tellinga
- Martin Devoto & Delphine Gauthier Guiche
- reConvert Project | Gira Latinoamericana
- reConvert Project @TACEC Teatro Argentino de La Plata
- reConvert Project | Obras del Seminario de Percusión
- Córdoba en Buenos Aires | Suonomobile Argentina
- Minka2
- Manos a las obras | Haydée Schvartz y Elías Gurevich

### 2014
- Traces of the unpresent present or the present unpresent | Christine Schörkhuber [Au]
- Akousmatikon
- Voces Expandidas
- Marcelo Toledo Seminario y Obras para flautas
- Transatlantic Interscores | Viena
- Transatlantic Interscores | Darmstadt
- Tañidos | Bruno Lo Bianco y Sebastian Pereira
- Reflective | Reiko Yamada [Instalación y residencia]
- Ensamble DAMus IUNA
- Escrituras Argentinas [coproducción con el Ciclo de Música Contemporánea del TGSM]
- Noid [Au]

### 2015
- Microafinaciones
- conDiT LAB 1
- Heloisa Amaral & Karin Hellqvist
- condIT@untref 1 Karin & Heloisa
- Ensamble Tropi
- Rei Nakamura
- Compositores y pianistas | workshop
- conDIT@untref 2 Rei
- Nadar Ensemble | Doppelganger  [coproducción con el Ciclo de Música Contemporánea del TGSM]
- conDIT@untref 3 Stefan Prins
- Tierra infinita | concierto al aire libre
- conDiT.container | Echoraum | Viena

### 2016
- Andreas Trobollowitsch
- Trío Divka
- MEI Música para flautas
- reConvert project
- Ensamble Coral Cámara siglo XXI

### 2017
- Estreno de Traza de Gabriel Valverde , reConvert project y cuarteto Untref.
- Nueva música para órgano.

### Publicaciones
- «el conDIT, una forma de llevar la música al barrio / TELAM, 30 de agosto de 2013 », por Agustín Argento, en:.

- «Semana de conciertos en el Distrito Tecnológico | La Nación ADN 26 de abril de 2013 », por Natalia Blanc, en:  Archivado el 9 de enero de 2014 en Wayback Machine..

- «Desde Holanda, un ciclo de música contemporánea: Ensamble Modelo62 / La Nación / 24 de abril de 2013», por Pablo Gianera, en:  Archivado el 9 de enero de 2014 en Wayback Machine..

- «Operación Escuchar: La notable movida en el cheLA / Página 12 Suplemento NO, 16 de mayo de 2013», por Santiago Rial Ungaro, en: .

- «El Ensamble Modelo62 en Buenos Aires | Un debut con conciertos y concurso / Página 12 Espectáculos 24 de abril de 2013

», en: .